# Bordes-Uchentein

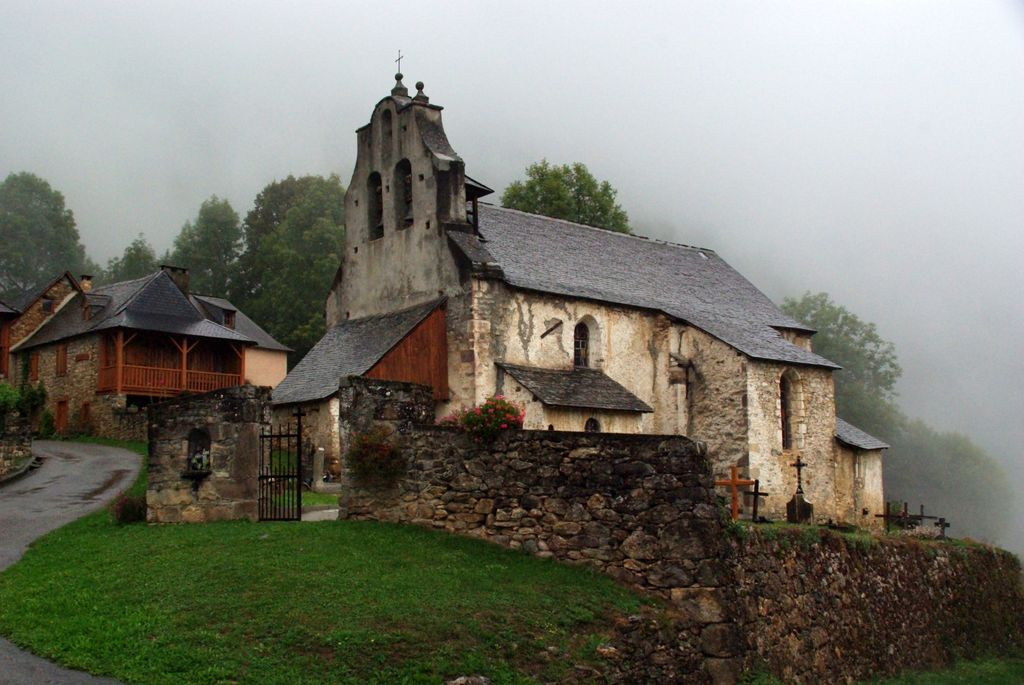
Iglesia Saint-Etienne

Bordes-Uchentein es una comuna francesa situada en el departamento de Ariège, en la región de Occitania.

## Historia
Fue creada el 1 de enero de 2017, en aplicación de una resolución del prefecto de Ariège de 4 de agosto de 2016 con la unión de las comunas de Les Bordes-sur-Lez y Uchentein, pasando a estar el ayuntamiento en la antigua comuna de Les Bordes-sur-Lez.

## Demografía
| Gráfica de evolución demográfica de Bordes-Uchentein entre 1800 y 2020 |
|                                                                        |

Los datos entre 1800 y 2013 son el resultado de sumar los parciales de las dos comunas que forman la nueva comuna de Bordes-Uchentein, cuyos datos se han cogido de 1800 a 1999, para las comunas de Les Bordes-sur-Lez y Uchentein de la página francesa EHESS/Cassini. Los demás datos se han cogido de la página del INSEE.

## Composición
| Comuna delegada    | Código INSEE | Población (2013) | Superficie (km²) | Densidad (hab./km²) |
| ------------------ | ------------ | ---------------- | ---------------- | ------------------- |
| Les Bordes-sur-Lez | 09062        | 167              | 50.46            | 3                   |
| Uchentein          | 09317        | 21               | 4.02             | 5                   |